# Lagoa da Serra
A Lagoa da Serra, também conhecida como Lagoa Bonita, é um corpo d’água localizado na zona rural do município tocantinense de Rio da Conceição, na região turística das Serras Gerais, distante cerca de 26 quilômetros do centro da cidade. A denominação decorre da vista para uma grande estrutura serrana ao fundo da paisagem.
Trata-se de um atrativo natural conhecido por suas águas cristalinas e paisagem preservada, inserido nos limites da Estação Ecológica Serra Geral, uma unidade de conservação destinada à proteção do cerrado. A Lagoa da Serra é considerada um dos atrativos com maior potencial turístico da região.

## Localização
A Lagoa da Serra está localizada a cerca de 26 quilômetros do centro da cidade de Rio da Conceição, na zona rural do município, precisamente nas coordenadas 11°18'51" de latitude sul e 46°42'33" de longitude oeste. Está inserida nos limites da Estação Ecológica Serra Geral do Tocantins, uma unidade de conservação federal destinada à proteção da biodiversidade do cerrado.

## Características

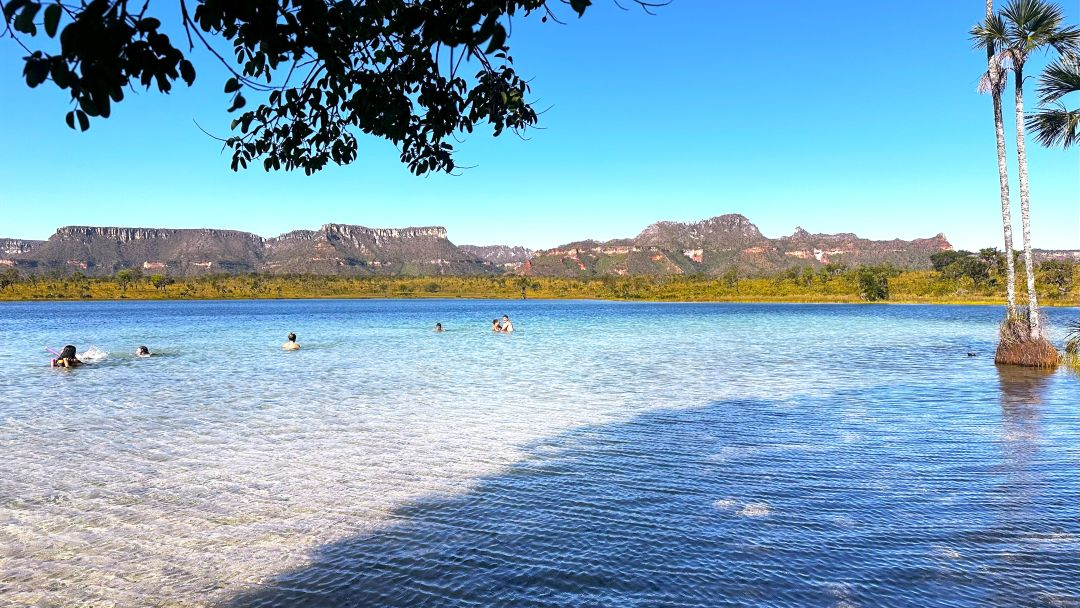
Lagoa da Serra, em Rio da Conceição.

O espelho d'água possui uma extensão de aproximadamente 300 metros de largura por 600 de comprimento, em uma área campestre de 50 hectares. A Lagoa da Serra, assim como as demais corpos aquáticos presentes nas Serras Gerais, é formada por afloramento de águas subterrâneas e alimentada por lençóis freáticos.
O volume da lagoa é variável conforme o período chuvoso. Suas águas são límpidas, com profundidade média de dois metros. O atrativo é circundado por formações de campo limpo e cerrado rupestre, além de mata de galeria ao longo de seus efluentes. A Lagoa da Serra está situada na bacia do Rio Manuel Alves da Natividade, e sua formação está associada à presença de depressões geológicas que favorecem a ressurgência e o acúmulo de água.
O relevo predominante na área é composto por coberturas meta-sedimentares do São Francisco/Tocantins, também chamados de Patamares do São Francisco/Tocantins. As formações vão de levemente onduladas a onduladas.

## Ecologia
A região na qual está situada a Lagoa da Serra abriga uma rica diversidade de espécies vegetais e animais, compondo um dos mosaicos ecológicos mais preservados do cerrado brasileiro. Inventários florísticos realizados na Estação Ecológica registraram diversas espécies de plantas, incluindo espécies endêmicas e ameaçadas, sendo a maioria dos gêneros Byrsonima, Miconia, Myrcia, Erythroxilum e Andira.
Em termos faunísticos, a área é habitat de cerca de 450 espécies de vertebrados terrestres, entre elas o lobo-guará, o tamanduá-bandeira e a onça-pintada. A avifauna local é diversa, com destaque para espécies como a ema, o papagaio-galego e a maria-corruíra. Também são comuns nas lagoas espécies de anfíbios que se reproduzem em águas temporárias e permanentes.

## Turismo
A Lagoa da Serra é considerada um dos atrativos com maior potencial turístico da região das Serras Gerais, que também abriga montanhas, mirantes e formações rochosas, além de paredões com inscrições rupestres e algumas cavernas. As águas são propícias para banho e prática de stand up padle.
O alagadiço está inserido em uma propriedade privada, que cobra taxa para ingresso de visitantes. O acesso é feito por estrada não pavimentada, composta unicamente por areia, oferecendo dificuldade para tráfego de veículos baixos. Por essa razão, é preferível a utilização de veículos com tração 4x4 para chegar ao local. Algumas empresas oferecem visitas guiadas, o que pode facilitar o acesso.
O fluxo de turistas acontece durante todo o ano, sendo intensificado nos períodos de julho a setembro, período de estiagem no Tocantins. O público médio até 2023 foi de mil pessoas por mês, com pico no mês de julho daquele ano (três mil pessoas). Os visitantes são, em sua maioria, oriundos dos municípios do entorno, mas registra-se um aumento progressivo de turistas de outros estados do país.

### Cultura popular
Algumas pessoas atribuem ao atrativo a propriedade de curar doenças, fenômeno esse não abordado por trabalhos científicos.

## Problemas ambientais
Dentre os problemas ambientais presentes na Lagoa da Serra, destacam-se as queimadas, que acontecem frequentemente. Os incêndios que ocorrem na região eliminam a cobertura vegetal das áreas às margens dos cursos d'água, deixando o solo exposto à ação erosiva, ocasionando no transporte de sedimento para o interior das lagoas, assoreando-as. Isso faz com que os reservatórios naturais percam a capacidade de armazenamento de água.